# Richard Breyer
Richard Breyer (* 8. Februar 1917 in Sankt Petersburg; † 30. Dezember 1999 in Burgwedel) war ein deutscher Historiker.

Richard Breyer, 1960

## Leben
Breyers Familie gehörte zur deutschen Minderheit in Mittelpolen. Der Vater Albert Breyer war Lehrer und veröffentlichte in der Zweiten Polnischen Republik wesentliche Beiträge zur Siedlungsgeschichte Polens. Wie viele andere Deutsche in Mittelpolen war Albert Breyer nach Beginn des Ersten Weltkrieges gezwungen worden, sich mit seiner Frau aus dem voraussichtlichen Kampfbereich zu entfernen. Als Offiziersanwärter kam er in die russische Hauptstadt, die kurz vorher in Petrograd umbenannt worden war. In Richard Breyers Geburtsjahr erlebte die Stadt die Februarrevolution 1917 und die Oktoberrevolution.
Die Jugend verlebte Richard Breyer in Sompolno, wo sein Vater Schulleiter eines deutschen Progymnasiums war. Durch das deutsch-evangelische Elternhaus in polnisch-jüdischer Umgebung wurde er früh mit allen Fragen des Zusammenlebens von Angehörigen verschiedener Völker und Konfessionen vertraut. Die Gymnasialjahre verbrachte er auf der Goethe-Schule in Graudenz, einem von vier deutschen Privatgymnasien in Posen-Pommerellen. Ab 1936 studierte er Geschichte und Germanistik an der Universität Warschau. Die Breyers zogen 1939 nach Posen. Am 1. September 1939 – am Tage des Kriegsausbruchs – wurden die Breyers wie viele andere Deutsche Posens in Internierung genommen. Bis nach Bereza Kartuska kamen sie durch die heranrückende Wehrmacht nicht. Richard Breyer überlebte die Verschleppung ohne gesundheitliche Schäden; aber sein Vater war als polnischer Reserveoffizier dem Einberufungsbefehl gefolgt und in Warschau an den Folgen einer Verwundung gestorben. Als Soldat im Heer (Wehrmacht) geriet Richard Breyer in sowjetische und polnische Kriegsgefangenschaft.
Durch den Krieg hatte Breyer die Heimat und das väterliche Erbe an Aufzeichnungen und Manuskripten verloren. An der Universität Göttingen konnte Breyer sein Studium wieder aufnehmen. Seine Lehrer waren Reinhard Wittram, Hans Mortensen, Werner Conze und insbesondere Werner Markert. 1952 wurde er zum Dr. phil. promoviert. Im Mai 1953 trat er in das Herder-Institut (Marburg), in dem er Stellvertretender Direktor (1961) und Amtierender Direktor (1966–1972) war. Er war Schriftleiter der Wissenschaftlichen Übersetzungen und Mitarbeiter des Wissenschaftlichen Dienstes. Nach 28 Jahren wurde er am 31. März 1981 pensioniert. Danach war er bis 1993 Bundessprecher der Landsmannschaft Weichsel-Warthe. Von 1990 bis 1996 war er Vorsitzender der Kommission für die Geschichte der Deutschen in Polen.

## Schriften (Auswahl)
- Die deutsch-polnischen Beziehungen und die deutsche Volksgruppe in Polen 1932–1937 (= Marburger Ostforschungen. Band 3). Marburg 1955 (Diss. unter dem Titel: Das Deutsche Reich und Polen 1932–1937. Außenpolitik und Volksgruppenfragen. Göttingen 1952).
- Ostbrandenburg unter polnischer Verwaltung. Metzner, Frankfurt a. M./Berlin 1959.
- mit Ernst Bahr, Ekkehard Buchhofer: Oberschlesien nach dem Zweiten Weltkrieg : Verwaltung, Bevölkerung, Wirtschaft. Marburg 1975.
- mit Peter E. Nasarski, Janusz Piekałkiewicz: Nachbarn seit tausend Jahren. Deutsche und Polen in Bildern und Dokumenten. Mit einem Vorwort von Gotthold Rhode, v. Hase und Koehler, Mainz 1976.

Herausgeber
- Marburger Ostforschungen, seit 1970.